# Auffassungsgabe
Auffassungsgabe (veraltet: Fassungskraft) ist die Fähigkeit, das Wesentliche von Sachverhalten und Sachzusammenhängen schnell und exakt aufzunehmen und zu verwerten.
Bei höher entwickelten Organismen ist die Auffassungsgabe durch drei Unterprozesse der Informationsverarbeitung gekennzeichnet:
1. die sensorische Erfassung von Bestandteilen und Prozessen der Umwelt (durch Sinnesorgane also durch auditive, visuelle, olfaktorische und gustatorische Wahrnehmung sowie durch Fühlen);
2. Verarbeitung durch Analyse, Zuordnung zu Erfahrungen und Klassifizierung, Bewertung und emotionale Zuordnung, Speicherung;
3. Wiedergabe (Erinnerung) und Verwendung, zum Beispiel in ähnlichen Situationen oder bei der Weitergabe der Erfahrung an andere.

Die Auffassungsgabe beschreibt damit eine der Eigenschaften hoch entwickelter Nervensysteme und ist ein Bestandteil der Intelligenz.